# Kosteantînivka, Oleksandria
Kosteantînivka (în ucraineană Костянтинівка) este localitatea de reședință a comunei Kosteantînivka din raionul Oleksandria, regiunea Kirovohrad, Ucraina.

## Demografie
Componența lingvistică a localității Kosteantînivka
     Ucraineană (90,63%)
     Rusă (6,92%)
     Maghiară (1,63%)
     Alte limbi (0,61%)
Conform recensământului din 2001, majoritatea populației localității Kosteantînivka era vorbitoare de ucraineană (90,63%), existând în minoritate și vorbitori de rusă (6,92%) și maghiară (1,63%).